# Gladys Lengwe
Gladys Lengwe (Zambia - 6 de febrero de 1978) es una árbitra de fútbol zambiana internacional desde el 2002.

## Biografía
Lengwe, quien ha liderado partidos internacionales desde 2002, participó en el Campeonato Junior Femenino Sub-21, incluyendo la Copa Mundial Femenina de Fútbol Sub-17 de 2014. En el Campeonato Femenino de la CAF 2014 arbitró un partido de grupo y la final entre los equipos de Nigeria y Camerún. Como resultado, Lengwe participó en la Copa de Algarve 2015 y allí impartió justicia en dos juegos.
Además de Therese Neguel y Lidya Tafesse, fue nominada como una de las tres árbitras africanas para la Copa Mundial Femenina de Fútbol de 2015, donde lideró el partido de grupo entre Alemania y la debutante Tailandia.
En octubre de 2017 participó como una de las siete árbitros al equipo de ayuda árbitros en la Copa Mundial de Fútbol Sub-17 de 2017.
Lengwe habla un inglés fluido además de su lengua materna bemba.

## Carrera

### Torneos de selecciones
Ha arbitrado en los siguientes torneos de selecciones nacionales:
- Copa Mundial Femenina de Fútbol de 2015 en Canadá
- Copa de Algarve
- Juegos Olímpicos de Río de Janeiro 2016
- Copa Mundial Femenina de Fútbol Sub-20 de 2018 en Francia
- Campeonato Femenino de la CAF 2018
- Copa Mundial Femenina de Fútbol de 2019 en Francia[4]